# Papilio caiguanabus
Papilio caiguanabus Poey, 1852 è un lepidottero diurno appartenente alla famiglia Papilionidae, endemico di Cuba.

## Descrizione
Le ali sono di colore marrone scuro.
Quelle anteriori presentano una serie di macchie submarginali gialle e alcune macchie gialle all'apice, mentre quelle posteriori sono caudate e presentano una fila di macchie postdiscali, gialle nel maschio e bianche nella femmina, e una macchia rossa nell'angolo anale.
Dietro presentano due macchie rosse aggiuntive e lunule blu a forma di disco.
P. caiguanabus ha un aspetto peculiare, dovuto all'assenza delle bande discali gialle e all'ingrandimento delle macchie submarginali.

## Filatelia
L'immagine di questa farfalla appare su un francobollo cubano del 1958 da 8 centavos e su un francobollo cubano da 5 centavos del 1972.